# Epinephelus bontoides
Epinephelus bontoides, thường được gọi là cá mú viền trắng, là một loài cá biển thuộc chi Epinephelus trong họ Cá mú. Loài này được mô tả lần đầu tiên vào năm 1855.

## Phân bố và môi trường sống
E. bontoides có phạm vi phân bố rộng khắp Tây Thái Bình Dương. Loài này được tìm thấy chủ yếu ở các đảo nằm phía nam và đông của quần đảo Mã Lai (không có mặt ở đảo Sumatra và đảo Borneo), ngược lên phía bắc đến quần đảo Ryukyu (miền nam Nhật Bản); phía đông trải rộng đến quần đảo Solomon. Loài này cũng được ghi nhận ở Việt Nam. Cá trưởng thành sống xung quanh các rạn san hô và các bãi đá ngầm ở vùng đáy bùn hoặc đá cuội, độ sâu khoảng 30 m trở lại; cá con có thể sống ở vùng nước nông hơn.

## Mô tả
E. bontoides trưởng thành có chiều dài cơ thể lớn nhất đo được là gần 30 cm. Thân thuôn dài, hình bầu dục. Cơ thể cá trưởng thành có màu nâu xám với các chấm màu nâu đỏ đến đen phủ khắp đầu và thân, và trên cả các vây. Có viền trắng trên các vây màu xám đen. Đuôi bo tròn.
Số gai ở vây lưng: 11; Số tia vây mềm ở vây lưng: 16 - 17; Số gai ở vây hậu môn: 3; Số tia vây mềm ở vây hậu môn: 8; Số tia vây mềm ở vây ngực: 17 - 18; Số gai ở vây bụng: 1; Số tia vây mềm ở vây bụng: 5; Số vảy đường bên: 48 - 51.
Thức ăn của E. bontoides là các loài cá nhỏ hơn, động vật thân mềm và động vật giáp xác. Chúng có thể được đánh bắt trong nghề cá.